# Tillandsia clavigera
Tillandsia clavigera là một loài thuộc chi Tillandsia. Đây là loài bản địa của Venezuela và Ecuador.